# یحیا الفخرانی
یحیی الفخرانی (عربی: محمد يحيى الفخراني؛ زادهٔ ۷ آوریل ۱۹۴۵) هنرپیشه اهل مصر است.
او در بیش از پنجاه برنامه تلویزیونی، ۳۹ فیلم و ۹ نمایش به ایفای نقش پرداخته است.